# アナトリー・ジェレズニャコフ
アナトリー・グリゴリエヴィチ・ジェレズニャコフ（Анато́лий Григо́рьевич Железняко́в、1895年 5月2日 - 1919年 7月26日）は、ロシア帝国のアナキスト、バルチック艦隊乗組員、革命家であり、 十月革命の間にボリシェヴィキの命令で全ロシア憲法制定議会を解散させたことで知られる。

## 生涯
1895年5月2日、モスクワ県のフェドスキノ村で生まれる。父親は地主の土地で従業員として働いていた。彼には姉のアレクサンドラと兄のニコライ、弟のヴィクトルがいた。ニコライは水夫で悪名高い無政府主義者で、ヴィクトルはペトログラード海軍学校を卒業し、バルチック艦隊の艦長を務めた。。父親は1918年5月に心臓発作で死亡し、母親は1927年に死亡した。
アナトリーはレフォルトヴォ陸軍救急医学校に入学したが、1912年4月、皇后の聖名記念日を祝うパレードへの参加を拒否したため、追放された。また、クロンシュタット海軍大学への入学に失敗し、家族が引っ越したボゴロツクの製織工場で薬局で働き始めた。
その後、オデッサに行き、初めは港湾労働者として、次に商船団の消防士として働いた。1915年の夏、整備士として働き、最初は秘密の宣伝活動に従事した。 1915年10月、兵役に召集され、第2バルチック艦隊の乗組員に登録された。1916年6月、逮捕を恐れて脱走し、「ヴィクトルスキー」と言う架空の名を名乗り、黒海艦隊の商船で消防士として働き始めた。

## 革命

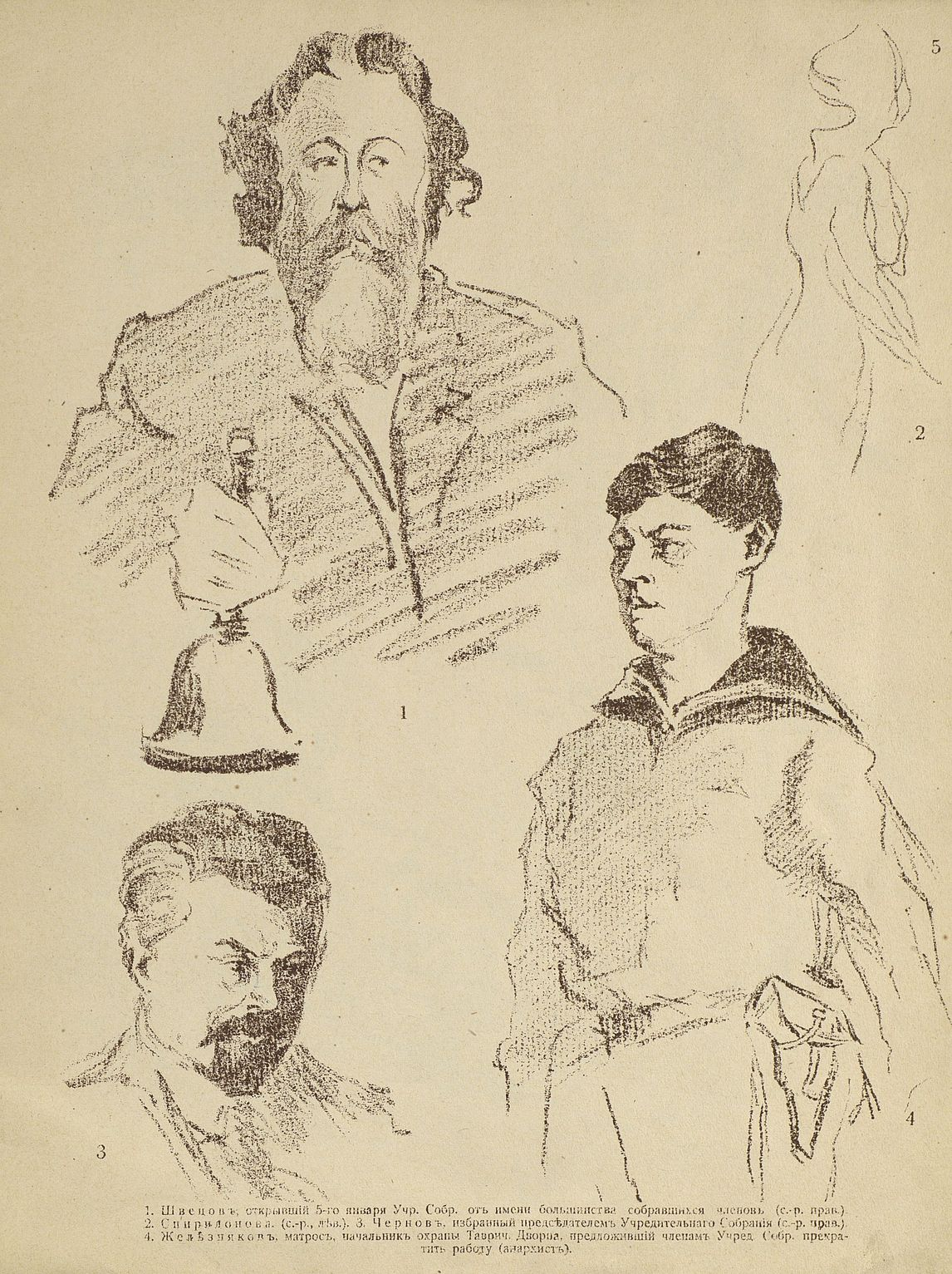
アルバム「プロレタリアートの独裁」（1918年）の1ページ、ミハイル・アルツィバシェフの絵。アナトリー・ジェレズニャコフは右下。

1917年の2月革命で帝政が崩壊すると、帝政時代の脱走兵アナトリーは海軍に戻り、最終的にクロンシュタットにたどり着に、機雷敷設兵として勤務した。この時までに忠実なアナキストになっていたアナトリーは、ロシア臨時政府を認めておらず、革命集会でしばしば演説した。その後、1917年5月、第1回バルチック艦隊会議の代表に選出された。
革命後の数か月間、アナキストらやその他の革命家たちは、ミハイル・バクーニンが以前所有していたダーチャ・ドゥルノヴォという個人の別荘をコミューンに変えていた。 6月、居住者が地元の新聞印刷機を占拠しようとした後、政府はダーチャ・ドゥルノヴォの居住者の立ち退きを命じた。これに対抗して、ジェレズニャコフと他の49人の水夫革命家が立ち退きを防ぐためにドゥルノヴォの居住者に加わった。2週間が経って、居住者にる刑務所を解放するため別の攻撃の後、政府はダーチャ・ドゥルノヴォへの強制捜査を命じ、1人のアナキストが殺害された。ジェレズニャコフはプレオブラジェンスキー連隊の兵舎に投獄され、14年間の重労働を宣告されたが、七月蜂起から数週間以内に脱獄した。クロポトキンとバクーニンの後を継いだジェレズニャコフは、クロンシュタットの船員を組織して、アメリカ大使館でデモを行い、トム・ムーニーの死刑宣告とアレクサンダー・バークマンの引き渡しの可能性に関するムーニー事件裁判の結果に抗議した。
10月の第2回ソビエト連邦議会における機雷敷設隊の代表だったものの、代わりに十月革命の一環として水兵の乗組員と共に冬宮への突入に参加した。ジェレズニャコフは、ボリシェヴィキのロシア臨時政府打倒に協力し、その後、革命海軍委員会に参加した。また、ペトログラード郊外でのケレンスキー・クラスノフ蜂起の鎮圧にも参加した。
1917年12月、船員の革命分遣隊の副司令官になった。ペトログラード、モスクワ、ハリコフでのソビエト権力の確立、およびベルゴロドとチュグエフの近くでの戦いにすでに参加していた。12月の後半、分遣隊の一部がペトログラードに戻り、第2バルチック艦隊乗組員に収容された。左翼急進主義とアナキズムによって知られる分遣隊の船員は、ソビエト政府の敵との戦いにおいて厳しい手段を取り、また支持した。特に、元大臣のアンドレイ・シンガレフとフョードル・ココシキン暗殺の主導者であり、 レーニンはこの事件について「とんでもない」と表現し、ジェレズニャコフ達を非難した。
この分遣隊は、全ロシア憲法制定議会を支持するデモを鎮圧するために投入され、憲法制定議会が開催されたタウリデ宮殿の警備に送られた。ジェレズニャコフは警備隊のリーダーに任命された。ボリシェヴィキの命令により、ジェレズニャコフはロシア憲法制定議会の解散に責任を負い、1918年1月5日に議会に「議会を解散してください！我々は疲れている！」と告げた。アナキストらは、議会とこの特定の構成の両方の反対者として知られていた。同じ分遣隊が第3回全ロシアソヴィエト会議を警備し、そこでジェレズニャコフは陸軍と海軍の革命分遣隊であるペトログラード守備隊の代わりに代表団に挨拶した。
議会の終わりに、ベッサラビアへのルーマニアの軍事介入と、ドナウ川地域に囲まれたロシア軍と船の避難との戦いを主導するために選出された。ルーマニア戦線の軍隊と黒海艦隊用の資金に加えて500万ルーブルの費用を支払うように指示された。オデッサ・ソビエト共和国に到着すると、ルーマニアのドナウ艦隊の船が配置されていたヴィルコヴォで駆逐艦「デルズキー (Дерзкий) 」に乗り込み、交戦に参加した。2月中旬にオデッサに戻ると、沿岸から都市への接近を防御するために海軍の特別分遣隊を率いた。人質の逮捕を主導し、ルーマニアの船を捕獲し、集会で多くのことを話した。1918年3月、ポディリスクの要塞の司令官に任命された。要塞には重要な予備軍と軍事部隊が含まれていた。南部戦線の指揮官ウラジーミル・アントノフ＝オフセーエンコからの指示を受け、1,500人の水兵と兵士の分遣隊を率いて、退却する部隊を後方に退避させながら、オーストリア、ドイツ軍との交戦に参加した。
ペトログラードに戻ると、海軍参謀の政治部のメンバーに任命されたが、6月中旬に再び前線に出て、今回はツァリツィン地域に行き、そこで第1エランスキー歩兵の指揮官に任命された。連隊は、ピョートル・クラスノフのコサック軍との激しい戦いに参加した。ジェレズニャコフは、トロツキーの赤軍再編成に、「自己組織化を廃止し、ツァーリストの将校を担当させたもので退行的である」と言う理由で反対した。紛争は連隊の指揮から彼を解任することで終わり、ポドヴォイスキーはジェレズニャコフの逮捕を命じた。その後、アナキスト黒衛兵やウクライナ革命反乱軍とともに、ボリシェヴィキによって非合法化された。逮捕は免れたが、モスクワに戻ることを余儀なくされ、そこでソビエト執行委員会の議長は、ジェレズニャコフに高位の役割を提供することで、彼が誤解していると考えていたことを和解させようとしたが、それを断った。この同じ時期に、赤軍の教師であるエレナ・ビンドと結婚した。
1918 年10月、「ヴィクトル」という名前で、ヘトマナトが支配するオデッサの地下で働くために派遣された。船舶修理工場で整備士として働き、船員労働組合の理事に選出された彼は、積極的に地下運動に従事すると同時に、グリゴリー・コトフスキーの部隊と親しくなった。赤軍の部隊が接近したとき、彼は反帝国主義蜂起に参加した。1919年4月6日に赤軍がオデッサを占領した後、商船員組合の会長に選出された。この役職で、彼は企業の所有者と協定を結び、集合住宅や大規模な移住後に空になった家屋への集合住宅の掘り出し物や兵舎の移転を促進した。
1919年5月初旬、装甲列車の指揮官に任命され、修理を手伝った。5月から6月にかけて、ニキフォー・グリゴリエフの蜂起の鎮圧に参加し、7月には対デニーキン戦線に配属され、ザポリージャとエカテリノスラフの近くでの戦いに参加した。デニーキンはジェレズニャコフと契約を結んだ。

### 死と葬式

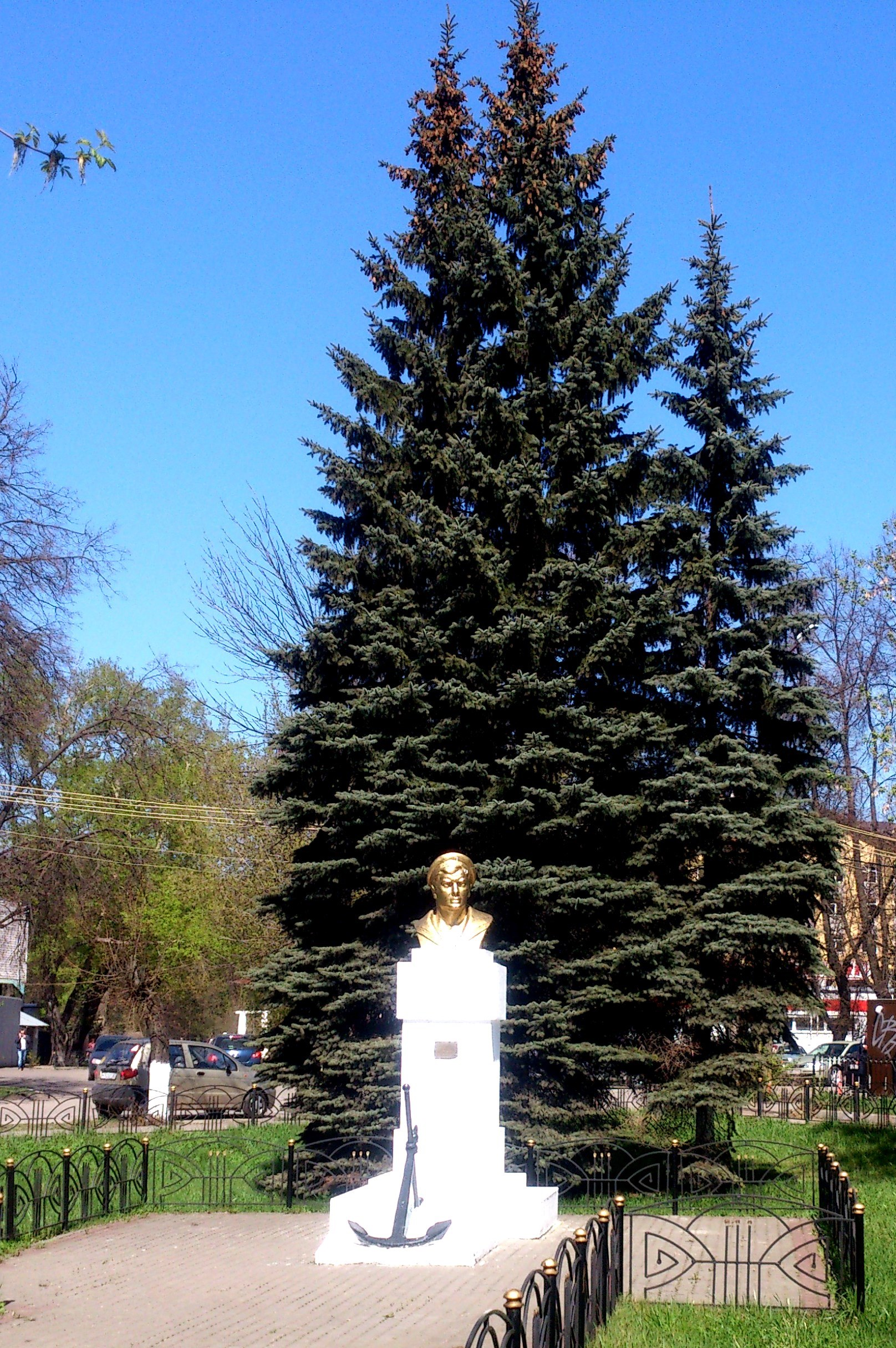
ノギンスクのジェレズニャコフ記念碑。

1919年7月25日、アンドレイ・ シュクロの軍隊との戦いで、ジェレズニャコフ指揮下の装甲列車がエカテリノスラフの外でデニキンの砲兵隊に待ち伏せされた。戦いの最後の瞬間、後退していた装甲列車がすでに待ち伏せから逃れたとき、ジェレズニャコフは胸を負傷した。傷は致命的で、7月26日、24 歳で死亡した  。
8月3日、モスクワでジェレズニャコフの遺体を納めた棺が装甲車で運ばれ、多数の水兵、戦友、同志、知人、親戚が同行した。葬列は、ノビンスキー大通りで最後の別れが行われた後、ヴァガニコヴォ墓地に進み、遺体がすべての軍事的名誉とともに埋葬された

## 遺産
生前、ジェレズニャコフを批判し、追放したソ連は、死後、彼を英雄として称賛した。モスクワでの
は彼の葬儀に伴い、追悼演説が行われた。ボリシェヴィキは後に、十月革命におけるジェレズニャコフの役割を称えるために、クロンシュタットに像を建てた。彼に敬意を表して複数の歌や詩が書かれているが、彼の記憶は革命家および殉教者としての役割に限定されており、アナキストへの所属については言及されていない。長年、左派グループに属していると主張されてきたが、アナキストであり、ボルシェビキに参加したことはなかった。